# Wenzel Eckersdorff
Wenzel Eckersdorff (XV wiek) – drugi znany z imienia burmistrz Kłodzka w drugiej połowie XV wieku.
Podobnie jak w przypadku jego poprzednika nie zachowały się żadne źródła dotyczące jego życia oraz działalności politycznej. Sprawował urząd burmistrza (magister civium) w drugiej połowie XV wieku. Jest wymieniany przy okazji nadania przywileju kłodzkim augustianom w 1460 roku. Jego dalsze losy nie są znane.